# Ángel Aguirre Rivero
Ángel Heladio Aguirre Rivero (Ometepec, Guerrero; 21 de abril de 1956) es un político mexicano, exmiembro del Partido Revolucionario Institucional, ahora militante del Partido de la Revolución Democrática, se ha desempeñado como senador y como Diputado federal en dos ocasiones, fue designado Gobernador sustituto de Guerrero entre 1996 y 1999 por el congreso estatal después de ser destituido Rubén Figueroa Alcocer, y nuevamente en ese mismo cargo, de manera constitucional, desde el 1 de abril de 2011 hasta el 23 de octubre de 2014 en que debió renunciar por el caso de los normalistas desaparecidos en Ayotzinapa y asesinados en Iguala.

## Primeros años
Hijo de Delfino Aguirre López y de María Dolores Rivero Baños. Cursó los estudios primarios y secundarios en su ciudad natal, en la Escuela Primaria Vicente Guerrero y en la Escuela Secundaria Federal Cuauhtémoc, respectivamente, ambas de Ometepec; hizo el bachillerato en el plantel 6 de la Escuela Nacional Preparatoria, en el Distrito Federal, y se tituló como licenciado en Economía en la Universidad Nacional Autónoma de México.

## Profesión
Es licenciado en Economía egresado de la Universidad Nacional Autónoma de México, donde además se desempeñó como profesor en su misma facultad.

## Carrera política
Fue subjefe del Departamento de Normas y Sistemas de la Dirección General de Bienes Muebles de la Secretaría de Comercio y Fomento Industrial de 1979 a 1980, en 1981 el gobernador Alejandro Cervantes Delgado lo nombró como su Secretario Particular hasta 1984, de ese año a 1987 como Coordinador General de Fortalecimiento Municipal y de 1985 a 1987 como Secretario General de Gobierno del estado.
El sucersor de Cervantes, el gobernador José Francisco Ruiz Massieu lo designó Secretario de Desarrollo Económico de 1987 a 1990 y de ese año a 1991 se desempeñó como coordinador del Programa Nacional de Solidaridad en la Costa Chica, dejó este cargo al ser postulado candidato del PRI y electo diputado federal por el VI Distrito Electoral Federal de Guerrero a la LV Legislatura de 1991 a 1994, desde 1993 a 1996 fue además presidente estatal del PRI en Guerrero.
El 12 de marzo de 1996 el entonces gobernador de Guerrero. Rubén Figueroa Alcocer, solicitó licencia para separarse de su cargo como consecuencia a la Matanza de Aguas Blancas, donde campesinos fueron asesinados por agentes de la policía estatal en el vado de Aguas Blancas, municipio de Coyuca de Benítez, ese mismo día el Congreso de Guerrero lo designó como Gobernador sustituto, terminando el período constitucional hasta el 31 de marzo de 1999.
En 2003 fue elegido por segunda ocasión diputado federal, esta vez en representación del VIII Distrito Electoral Federal de Guerrero a la LIX Legislatura que concluyó en 2006 y durante la cual fue presidente de la Comisión de Comunicaciones y luego de la comisión de Presupuesto y Cuenta Pública. En 2006 fue postulado como candidato a Senador por el PRI en la primera fórmula de las candidaturas, quedando en segundo lugar en la elección y ocupando por tanto la curul de Primera minoría.

## Elecciones
En 2010 manifestó su interés por la candidatura del PRI a la gubernatura de Guerrero en las elecciones que se celebrarían el 30 de enero de 2011. Sin embargo, cuando el PRI anunció que el candidato sería Manuel Añorve Baños, manifestó interés por la candidatura del PRD.
El 25 de agosto, se anunció que sería el precandidato por la alianza denominada Diálogo por la Reconstrucción de México (DIA), integrada por PRD, PT y Convergencia, renunciando a su afiliación priista al día siguiente. Fue presentado como precandidato del DIA el 29 de agosto, siendo formalmente electo candidato por el consejo político estatal del PRD el 5 de septiembre.
En el proceso electoral por el Gobierno del estado, llevado a cabo el domingo 30 de enero de 2011, el Programa de resultados electorales con el cómputo del 99.61 % de las casillas, le otorgó el 55.92 % de la votación para sumar un total de 671,012 votos, contra el 42.74 % de su contendiente del Partido Revolucionario Institucional, que sumó 512,830 votos.

## Gobernador de Guerrero
El 1 de abril de 2011 tomó protesta como gobernador constitucional de Guerrero el cual durará un periodo de cuatro años y siete meses de acuerdo con la reforma electoral federal, para empatar los comicios locales con los federales, llevado a cabo en el Congreso del Estado de Guerrero.
Entre los principales invitados destacan el presidente Felipe Calderón el secretario de Gobernación, Francisco Blake Mora; asimismo el jefe de Gobierno del Distrito Federal, Marcelo Ebrard, también asisten el líder de Convergencia, Dante Delgado Ranauro, el precandidato al gobierno del estado de México, Alejandro Encinas y el diputado federal del Partido del Trabajo (PT), Porfirio Muñoz Ledo.

### Política
El 12 de octubre de 2012 Ángel Aguirre Rivero y Eruviel Ávila Villegas, Gobernador del Estado de México firmaron un convenio de trabajo conjunto de coordinación en temas como seguridad pública, turismo, salud, medio ambiente, recursos naturales, procuración de justicia, servicios públicos básicos y educación.
La firma del convenio se realizó en la Residencia Oficial de Casa Guerrero, en Chilpancingo.
Ángel Aguirre se reunió con el secretario de Gobernación, Miguel Ángel Osorio Chong en el Palacio de Cobián para tratar temas relacionados con el estado de Guerrero principalmente de seguridad.
Además de que el gobernador se reunirá nuevamente con Miguel Ángel Osorio, pero esta vez la sede será Acapulco. Asimismo dijo que para el 24 de diciembre de 2012, el presidente de la República, Enrique Peña Nieto para tratar temas de seguridad, empleo y programas sociales.
El 7 de diciembre de 2012 se reunió en el Palacio Nacional con el secretario de Hacienda y Crédito Público, Luis Videgaray Caso para la creación de diversos programas para mejorar los servicios básicos de agua, drenaje, infraestructura educativa, cultura, deporte y proyectos productivos para el estado de Guerrero. Aguirre Rivero estuvo acompañado por el secretario de Finanzas y Administración Jorge Salgado Leyva, entre otros funcionarios estatales.

### Relaciones exteriores
El 18 de octubre de 2011 se reunieron el embajador de Francia en México, Daniel Parfait y el gobernador del estado de Guerrero, Ángel Aguirre Rivero con el fin de estudiar posibles proyectos de cooperación entre la embajada y el estado, en los ámbitos económicos, culturales y turísticos.
También estuvieron presentes Sergio Olivera, cónsul honorario en Acapulco; el comandante Christophe Suard, encargado de la misión militar; Alain Bourdon, consejero de cooperación y de acción cultural; Anne Suard, consejera diplomática encargada de las relaciones institucionales con México; entre otros funcionarios.
También asistieron por parte del gobierno de Guerrero, la secretaria de Fomento Turístico, Graciela Báez Ricárdez; la directora del Instituto Guerrerense de la Cultura, Alejandra Frausto Guerrero; el director de Comunicación Social, Pedro Julio Valdez Vilchis y el asesor del gobernador Ricardo Castillo Barrientos.

### Infraestructura
El 26 de marzo de 2012 se pusieron en marcha las obras para el Sistema Integral de Transporte para la Zona Metropolitana de Acapulco «Acabús» que será un autobús de tránsito rápido en la Ciudad de Acapulco y su zona metropolitana en el Estado de Guerrero el cual tendrá una inversión de 1800 millones de pesos, se tiene previsto que entre en funciones marzo del 2013. Este transporte será el primero de este tipo en el estado de Guerrero.
En mayo del 2012 iniciaron las obras de remodelación del Mercado Central de Acapulco y luego de 8 meses fueron entregados a los comerciantes, en donde el gobernador, Ángel Aguirre Rivero entregó 408 locales de la nave de mariscos, carnes y ropa a comerciantes, luego de que hace 30 años no se hacía una remodelación al Mercado Central. Informó que la inversión para construir la nave de carnes, mariscos y ropa, fue de 63 millones de pesos y anunció que se destinarán otros 30 millones de pesos más para remodelar otras naves más del mercado.
Desde 2011 se inició la planificación y construcción del proyecto acueducto Lomas de Chapultepec con una inversión superior a los 800 millones de pesos para abastecer de agua a gran parte de la población del municipio de Acapulco.
El 6 de junio de 2013 inició la construcción del proyecto vial de la Escénica Alterna de Acapulco con inversión de 3,500 millones de pesos para reducir el tiempo de recorrido al disminuir las 2 horas que en ocasiones se emplean actualmente por tan sólo 4 minutos al transitarse por el túnel, disminuir la contaminación ambiental, disminuir la cantidad de accidentes, disminuir los costos de operación, aumentar el confort durante los recorridos de los usuarios, constituirá a futuro un pardial con el boulevard de las Naciones Unidas y la actual Escénica de Acapulco. El proyecto estará en manos de Empresas ICA y del empresario Carlos Slim.

### Desapariciones en Iguala
El 26 de septiembre de 2014 fueron atacados por elementos de la policía municipal y desaparecieron 43 normalistas de la Escuela Normal Rural de Ayotzinapa, en Iguala de la Independencia además de que 6 personas fallecieron. Varios organismos internacionales condenaron este hecho y en varias partes del mundo se llevaron a cabo marchas a favor de las familias y de los desaparecidos exigiendo al gobierno mexicano encontrar a los estudiantes. Uno de los principales sospechosos es el presidente de Iguala José Luis Abarca Velázquez el cual pidió licencia y ahora es prófugo de la justicia junto con su esposa.
Debido a este evento normalistas de Ayotzinapa incendiaron varias oficinas que se encuentran en el interior del Palacio de Gobierno de Guerrero, así como las instalaciones del Ayuntamiento de Chilpancingo, los normalistas quemaron un camión de la empresa Bimbo sobre el bulevar René Juárez Cisneros. Además tomaron 23 de los 81 ayuntamientos del estado exigiendo la renuncia del gobernador en turno Ángel Aguirre Rivero.

### Renuncia
El 23 de octubre de 2014 anunció que solicitaría licencia al cargo a solicitud del Senado de la República, quien había discutido la posibilidad de disolver los poderes en la entidad; esto puso en jaque a su gobierno y el 25 de octubre el Congreso de Guerrero aprobó su solicitud de licencia, en virtud de la cual y hasta el nombramiento de nuevo gobernador, quedó como encargado del despacho del poder ejecutivo el Secretario General de Gobierno, Jesús Martínez Garnelo.